# Фильм о подводниках

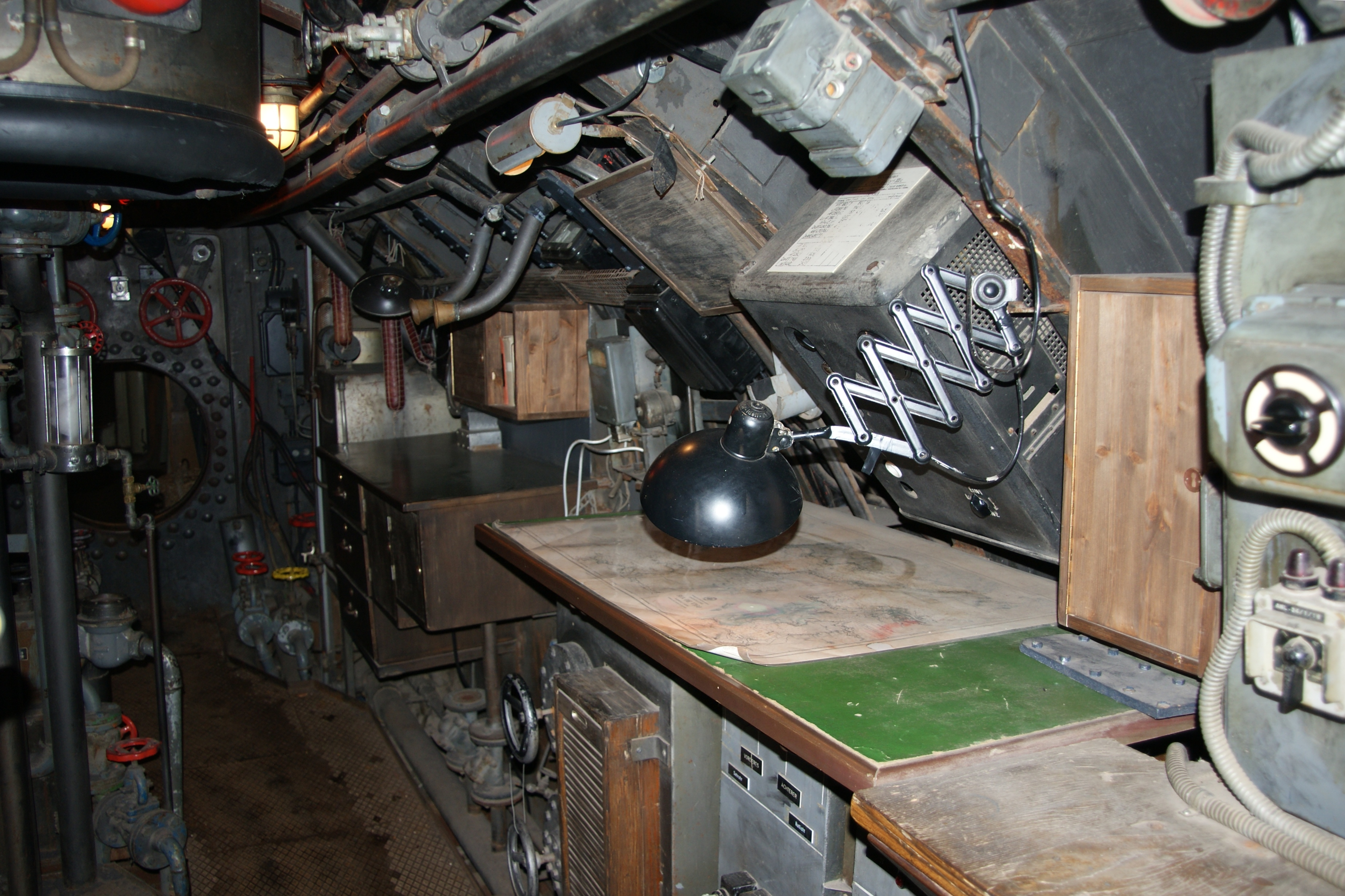
Скудная, наполненная оборудованием обстановка фильма о подводниках («Подводная лодка», 1981)

Фильм о подводниках — поджанр военного кино, в котором большая часть сюжета вращается вокруг подводной лодки под поверхностью океана. Фильмы этого поджанра обычно сосредоточены на небольшом, но решительном экипаже подводников, сражающихся против вражеских подводных лодок или кораблей-охотников за подводными лодками, или на других проблемах, начиная от споров между экипажем, угроз мятежа, опасных для жизни механических поломок или ежедневных трудностей с жизнью на подводной лодке.
Жанр играет на психологическом напряжении экипажа подводной лодки и их невидимого врага, что обозначается звуковым ландшафтом, который может включать в себя взрывы, звук гидролокатора, скрип корпуса подводной лодки под экстремальным давлением, сигнал, приказывающий подводной лодке нырнуть, и угрожающие звуки пропеллера эсминеца или приближающейся торпеды.
С 1910 по 2010 год было снято около 150 фильмов о подводниках, изображающих подводные лодки в относительно реалистичных историях о Первой мировой войне, Второй мировой войне или Холодной войне, или чисто вымышленных и фантастических сценариях.

## Характеристика
Фильмы о подводниках имеют свою собственную семантику и синтаксис, создавая жанр кино, конкретно связанный с подводной войной. Отличительным элементом в этом жанре является саундтрек, который пытается принести домой эмоциональный и драматический характер конфликта под водой. Например, в фильме «Подводная лодка» звуковой дизайн работает вместе с часовым форматом фильма, чтобы изобразить длительное преследование с глубинными зарядами, и, как пишет критик Линда Мария Колдау
снова и снова, смертельная угроза пинга [гидролокатора], что означает беспомощное воздействие [команды] на врага.
Колдау определяет основную синтаксическую структуру фильма о подводниках как «снаружи плохо, внутри хорошо». Невидимость снаружи означает врага: это может быть от природы, с такими элементами, как давление воды, угрожающими раздавить корпус, морских чудовищ или подводных камней; или человеческих противников. Между тем, внутренняя часть подводной лодки представляет собой человеческую теплоту и доверие экипажа друг к другу и к их капитану, их жизни связаны друг с другом ситуацией. К этому сценарию могут быть добавлены элементы изнутри, такие как мятеж, огонь, разногласия или несчастные случаи, включая утечку радиации; и извне, такие как вода, терроризм, болезни и оружие, в то время как сюжет может включать внезапные переключения от охоты к охоте.
Звуковой пейзаж может изображать скрип корпуса под давлением: как отмечает Колдау, это одновременно реалистично и метафорично, стоящее за страх и ответственность на плечах экипажа. Стресс может также быть выражен в акустической подписи конкретно подводных угроз, таких как набухание звука пропеллера приближающегося эсминеца, мягкое жужжание вражеской торпеды или собственная тревога подводной лодки, приказывающая немедленное погружение.
Ещё один элемент звукового ландшафта, на который реже обращают внимание, — это тишина, которая может означать как безопасность, так и невидимую опасность, создавая напряжение.